# شب‌پرک تیره
شب‌پرک تیره (نام علمی: Pipistrellus hesperidus) نام یک گونه از سرده شب‌پرک‌ها است.